# ラ・ユミ
ラ・ユミ（羅 柔美、朝鮮語：라유미）は、朝鮮民主主義人民共和国の音楽ユニットである牡丹峰楽団のボーカルメンバーである。
功勲俳優。2013年2月1日の公演が初出演。独唱代表曲に普天堡電子楽団版カバーの「平壌を私は愛する」《평양을 나는 사랑해》や「寝ても覚めても元帥様を想う」《자나깨나 원수님 생각》、「告白」《고백》などがある。

## 独唱曲一覧
発表順

### 2013年
- 「平壌を私は愛する」《평양을 나는 사랑해》

### 2014年
- 「寝ても覚めても元帥様を想う」《자나깨나 원수님 생각》
- 「勇士たち」《용사들》＊公演のプログラムに記載あり[2][3]。公演の実況録画がないため音源不明であったが、2016年9月23日付の在米朝鮮人団体であるアリラン協会のサイト「メアリ」（こだま）で音源が公開される[4]。リュ・ジナも同曲を歌っている。
- 「我が生の巣」《내 삶의 보금자리》＊公演のみ
- 「将軍様を想う」《장군님 생각》＊同上
- 「我らの父」 《우리 아버지》 ＊2014年5月2日、江原道元山市にある松濤園国際少年団野営所の竣工の際に行われた公演での演目の一つ。公演の実況録画がないため音源不明であったが、2017年5月14日付の祖国平和統一委員会のサイト「我が民族同士」で音源が公開される[5]。
- 「愛についての想い」《사랑에 대한 생각》＊公演のみ
- 「私の心の声」《내 심장의 목소리》
- 「告白」《고백》